# Inda Ledesma
Inda Ledesma née Margarita Rodríguez à Coronel Suárez (province de Buenos Aires) le 29 mars 1926 et morte à Buenos Aires le 26 janvier 2010, était une actrice argentine. 
Elle fut l’une des principales figures du théâtre argentin de l’après-guerre, tant en qualité de comédienne que de metteur en scène et de directrice de théâtre. Elle s’illustra également au cinéma, apparaissant dans 24 films argentins.

## Biographie
Inda Ledesma, de son vrai nom Margarita Rodríguez, naquit dans la ville pampéenne de Coronel Suárez, dans le sud-ouest de la province de Buenos Aires, où s’étaient établis ses parents, persécutés à Buenos Aires pour leurs opinions anarchistes. À l’âge de 12 ans, cédant à sa vocation de comédienne qu’encourageaient ses parents, elle se rendit à Buenos Aires, pour y commencer une formation d’actrice. En 1942, à 16 ans, elle s’inscrivit au Conservatoire national d’art scénique (appelé aussi École de théâtre), dont elle suivit les cours jusqu’en 1944. Sa carrière professionnelle débuta en 1945, à la Comedia Nacional Argentina, institution théâtrale publique ayant son siège dans le Théâtre Cervantes, avec un rôle dans l’Avare de Molière, et l’année suivante au cinéma dans El viaje sin regreso, l’un des films que Pierre Chenal tourna en Argentine. Elle eut pour maîtres Antonio Cunill Cabanellas, puis Augusto Fernandes. 
Le véritable renom lui vint pendant la saison 1955-56 au Théâtre Odeón de Buenos Aires, lorsqu’elle tint, aux côtés de Duilio Marzio et de Francisco Petrone, l’un des rôles principaux dans la pièce la Chatte sur un toit brûlant de Tennessee Williams. 
Au cinéma, l’on retiendra surtout son rôle dans Todo sea para bien, où elle eut à nouveau Francisco Petrone comme partenaire, et pour lequel elle reçut le prix de la Meilleure actrice, et son interprétation d’Amanda Merlino dans la co-production franco-argentine Section des disparus, de Pierre Chenal encore, en 1956. Elle fut couronnée Meilleure Actrice de l’année 1962 par l’Institut national argentin de cinématographie (en abrégé INCAA) pour sa prestation dans Huis Clos (A puerta cerrada), de Pedro Escudero. Tout au long de son parcours, elle apparaîtra dans 24 films argentins, ses rôles les plus importants étant celui d’Esther dans Viaje sin regreso, déjà mentionné, de madame Busolli dans El hombre de las sorpresas, et d’Amalia dans Los días que me diste, de Fernando Siro, sans doute sa plus grande réussite et son plus grand succès. Dans les années 1960, elle participa à des films très discutés, comme El último piso et El perseguidor.
Vers le milieu de l’année 1964, elle assuma la direction artistique du Teatro Argentino, et à ce titre composa un répertoire comprenant notamment des œuvres de Bertolt Brecht (Maître Puntila et son valet Matti), de Bernard Shaw, d’Arthur Miller (Mort d'un commis voyageur), et de Jacobo Langsner (Llegan los artistas), avec Lautaro Murúa, Nelly Prono, Nora Cullen et Inda Ledesma elle-même.
Comme metteur en scène ou comme comédienne, elle s’illustra dans Israfel d’Abelardo Castillo, avec la participation de l’acteur Alfredo Alcón ; dans une version modernisée de Médée d’Euripide ; dans Orinoco d’Osvaldo Carballido, qui lui valut en 1991 le prix de la Meilleure actrice décerné par l’Asociación de Críticos e Investigadores Teatrales de la Argentina ; et dans la Ménagerie de verre de Tennessee Williams, mis en scène par Hugo Urquijo, où sa performance d’actrice lui permit d’obtenir le prix d’interprétation María Guerrero. À signaler encore ses rôles dans El pan de la locura de Carlos Gorostiza, Vêtir ceux qui sont nus de Luigi Pirandello, et dans Homme et surhomme de Bernard Shaw, qui déplut au gouvernement Frondizi en 1960 et fut cause de la démission du directeur de la Comédie argentine (institution théâtrale officielle), Orestes Caviglia, et d’une grande partie de sa troupe, dont Inda Ledesma. On note enfin sa prestation solo dans Andar por los aires, por el fuego, por la tierra y por la gente (trad. approxim. Voguer par les airs, le feu, la terre et les gens).
Dès ses débuts dans la carrière d’actrice, elle manifesta un engagement militant en faveur des droits des acteurs. En 1975, elle fut menacée de mort par le Triple A (Alliance anticommuniste argentine) et sera entre 1976 et 1983, de même que beaucoup d’autres artistes, empêchée de se produire par la dictature militaire dite Processus de réorganisation nationale.
Dans la sphère télévisuelle, on la vit dans la série dramatique Alta comedia (dans le numéro El tobogán de Jacobo Langsner, aux côtés de Narciso Ibáñez Menta, China Zorrilla et Pepe Soriano, en 1971), dans Nosotros y los miedos, Compromiso, Situación límite et Cuentos para ver. Elle incarna Lady Macbeth dans Macbeth de William Shakespeare, au Théâtre General San Martín de Buenos Aires, dans une mise en scène de Roberto Durán en 1973, et dans ce même théâtre mit en scène en 1987 les Trois Sœurs d’Anton Tchekhov, et en 1988 El último padre de Rodolfo Braceli. En 1990, elle fit partie de la distribution de Flop, film de 120 minutes tourné en hommage à Florencio Parravicini. Elle se vit décerner le Diplôme du mérite du prix Konex en 1981 et en 1991.
En 2000, elle incarna Leonor Acevedo de Borges (la mère de l'écrivain) dans le film Un amour de Borges de Javier Torre, avec Inés Sastre, et participa en 2008 au moyen-métrage intitulé Ciudad invisible mis en scène par Pietro Silvestri, avec Marta González et María Vaner.
Elle s’éteignit le 26 janvier 2010 à l’âge de 83 ans, des suites d’un arrêt cardio-respiratoire, dans un hôpital gériatrique où elle avait été admise. Ses restes furent inhumés dans le Panthéon de l’Association argentine des acteurs, au cimetière de la Chacarita à Buenos Aires.

## Filmographie
- 1946 : Viaje sin regreso
- 1946 : Los tres mosqueteros
- 1948 : Hoy cumple años mamá
- 1949 : El hombre de las sorpresas
- 1952 : Mi hermano Esopo (Historia de un Mateo)
- 1957 : Historia de una carta
- 1957 : Todo sea para bien
- 1958 : Sección Desaparecidos
- 1962 : El perseguidor
- 1962 : El último piso
- 1962 : Huis Clos (A puerta cerrada)
- 1964 : Voy a hablar de la esperanza
- 1975 : Los días que me diste
- 1975 : Los orilleros
- 1976 : Allá donde muere el viento (non sorti en salle)
- 1981 : Seis pasajes al infierno
- 1985 : Los días de junio
- 1990 : Flop
- 1995 : Hasta donde llegan tus ojos
- 1996 : Años rebeldes
- 1997 : Quereme así (piantao)
- 2000 : Un amor de Borges
- 2008 : Ciudad invisible (moyen-métrage)

## Récompenses
- Premio Teatro APA 2001.
- Premio Podestá 1995, pour l’ensemble de sa carrière.
- Premio María Guerrero 1992, meilleure actrice (pour son rôle dans la Ménagerie de verre).
- Premio Konex 1991 – Diplôme du mérite (pour son activité de directrice de théâtre).
- Premio Asociación de Críticos e Investigadores Teatrales 1991, meilleure actrice (Orinoco).
- Premio Konex 1991 – Diplôme du mérite (comme actrice de cinéma et de théâtre).
- Premio Molière 1979, meilleure actrice de théâtre.